# Sala Érard
La Sala Érard (en francès, Salle Érard) és una sala de concerts de París, situada al número 13 de la rue du Mail, al 2n arrondissement de la ciutat.
La sala forma part de l'hôtel particulier que va pertànyer, des del segle xviii, a la família Érard, fabricants de pianos, arpes i clavicèmbals. L'espai és petit, però està ben aïllat dels sorolls de la ciutat i proporciona una bona acústica, essent una sala especialment adaptada per a la música de cambra.
Durant el segle xix i el començament del XX, la sala Érard va ser el lloc on es van estrenar moltes composicions i on molts intèrprets van fer els seus primers concerts. Fins a la construcció de la Maison de la Radio l'any 1963, la sala va ser l'estudi d'enregistrament de la Radiodiffusion française.
Avui dia, a la sala només s'hi organitzen concerts, i els espais i l'antic accés pel número 11 de la rue Paul Lelong s'han reformat. No obstant això, és un indret especialment recordat per la seva acústica i el seu passat històric a nivell artístic i musical.

## Estrenes i debuts destacats
- Érik Satie (l'orquestació de les seves Gymnopédies per Claude Debussy)
- Jacques Ibert, les histoires (deu peces per a piano, 1923)
- Nellie Melba
- Ricard Viñes
- Maurice Ravel, Miroirs (1906), Menuet antique (1892), Histoires naturelles amb Jane Bathori (1907), Sonata per a violí i piano (1927), Trois poèmes de Mallarmé (1914)
- Camille Saint-Saens (1860).[4]
- Ignacy Jan Paderewski (1888)
- Claude Debussy,  Triptyque Estampes (1904), Le Promenoir des deux amants (1911)
- Alexander Scriabin (1896)
- Joseph Jongen
- André Caplet, Conte fantastique amb Micheline Kahn a l'arpa, (1923)
- Vladimir de Pachmann (1882)
- Charles Valentin Alkan (1837) i (1880)
- Francis Poulenc
- Reynaldo Hahn, i Édouard Risler (1908)
- Ernest Chausson, Viviane (1883)
- César Franck, Le Chasseur maudit (1883)
- Arthur Honegger, Le Cahier romand (1924)
- Olivier Messiaen, Huit préludes (1930)
- Maurice Delage, Sept haï-kaïs (1925), Quatre poèmes hindous (1914)
- Francis Planté,[5]
- Stéphan Elmas
- Youra Guller